# Ian Holm
Sir Ian Holm Cuthbert, més conegut com a Ian Holm, CBE, (Goodmayes, Essex, 12 de setembre de 1931 – Londres, 19 de juny de 2020) fou un actor anglès, conegut pel seu treball en cinema i teatre, incloent-hi el hòbbit Bilbo Saquet a la primera i tercera pel·lícula del Senyor dels Anells, l'entrenador d'atletisme Sam Mussabini a Carros de foc, el Pare Vito Cornelius a El cinquè element i Ash a Alien.

## Primers anys
Holm va néixer a Goodmayes, llavors Essex, de pares escocesos, Jean Wilson Holm i James Harvey Cuthbert. La seva mare era infermera, i el seu pare era un psiquiatre que treballava com a superintendent al psiquiàtric de West Ham Corporation i va ser un dels pioners de la teràpia electroconvulsiva. Tenia un germà més gran, Eric, que va morir el 1943. Holm es va educar a l'Escola independent Chigwell a Essex. Els seus pares es van retirar a Worthing on va entrar a formar part d'una societat dramàtica d'afeccionats. Una visita al dentista el va dur a conèixer Henri Baynton, un actor Shakespearià provincial conegut qui va ajudar Holm en la seva formació a l'Acadèmia Reial d'Art Dramàtic, on es va graduar el 1953.

## Carrera
Holm era una estrella consolidada de la Royal Shakespeare Company abans de fer l'aparició a la televisió i al cinema. El 1965, Holm interpretava Richard III a la sèrie de la BBC sobre la Guerra de les Roses, i gradualment es feia un nom amb papers menors en pel·lícules com Oh! What a Lovely War (1969), Nicolau i Alexandra (1971), Mary, Queen of Scots (1971) i Young Winston (1972). El 1967, va guanyar un Premi Tony pel paper de Lenny a The Homecoming de Harold Pinter. El 1977, Holm sortia a la minisèrie de TV Jesus of Nazareth com el Saduceu Zerah, i l'any següent feia de James Matthew Barrie en la sèrie de la BBC The Lost Boys, on el seu fill Barnaby interpretava el jove George Llewelyn Davies.
El primer paper de cinema de Holm per tenir un impacte va ser com l'androide traïdor, Ash, a la pel·lícula de Ridley Scott Alien (1979). El seu retrat de Sam Mussabini a Carros de Foc (1981), va guanyar un premi especial al Festival Internacional de Cinema de Canes i un nomenament a l'Oscar al millor actor secundari. Tornant a Anglaterra, guanyava un BAFTA al millor actor secundari, per Carros. Durant els anys 1980, va tenir papers importants a Time Bandits (1981), Greystoke – La Llegenda de Tarzan (1984) i al fims de Terry Gilliam Brasil (1985). Interpretava a Lewis Carroll, autor de Alice a Wonderland a l'obra fantàstica Dreamchild (1985).
El 1989 Holm va ser nominat per un premi BAFTA per la sèrie de TV Game, Set, and Match. Basat en les novel·les de Len Deighton explica la història d'un oficial d'intel·ligència (Holm) que descobreix que la seva pròpia muller és un espia enemic. Continuava interpretant Shakespeare, i apareixia amb Kenneth Branagh a Henry V (1989) i com Polonius a la cinta de Mel Gibson Hamlet (1990). Holm tornava amb Kenneth Branagh a Frankenstein de Mary Shelley (1994), fent de pare de Branagh Victor Frankenstein.
Holm va fer pujar el seu perfil el 1997 amb dos papers prominents, com el sacerdot atabalat però amable Vito Cornelius a The Fifth Element i l'advocat de l'acusador turmentat a The Sweet Hereafter. Holm és nomenat cavaller pels seus serveis al drama el 1998. El 2001 protagonitzava From Hell com el metge William Withey Gull. El mateix any feia de Bilbo Saquet a la pel·lícula de El senyor dels anells: La germandat de l'anell. Reapareixia en la trilogia a El Senyor dels Anells: El Retorn del Rei (2003).
Holm ha estat nominat per un Premi Emmy dues vegades, per una producció de Teatre Nacional de El Rei Lear, el 1999; i per a un paper secundari a la pel·lícula The Last of the Blonde Bombshells amb Judi Dench, el 2001. Holm ha posat la seva veu a molts documentals de la TV britànica i també per anuncis.
Holm és l'actor favorit de Terry Gilliam, havent sortit a Els herois del temps i Brasil. Holm també ha sortit en dos cintes de David Cronenberg, Naked Lunch (1991) i eXistenZ (1999) i va ser l'acor preferit de Harold Pinter, el dramaturg que una vegada va manifestar: "Es posa a la meva sabata, i cap"! Holm provocava com a Lenny en la primera obra mestra de Pinter The Homecoming.
Ha interpretat Napoleó Bonaparte tres vegades. Primer, a la sèrie de televisió del 1972 Napoleon and Love. Després, en un cameo còmic, a l'obra de Terry Gilliam Els herois del temps del 1981. Completava el conjunt el 2001 interpretant l'emperador caigut i exiliat a la pel·lícula fantasiosa The Emperor's New Clothes.

## Vida Personal
Holm s'ha casat quatre vegades. Els seus primers tres matrimonis van acabar en divorci. El 1991 es casava amb la seva tercera dona, la popular actriu Penelope Wilton, a Wiltshire. Van sortir junts a The Borrowers (1993), sèrie de la televisió britànica. Es divorciaven el 2001. Actualment està casat amb l'artista Sophie de Stempel, una model de Lucian Freud.
Holm té cinc fills, tres filles i dos fills, de tres dones. els dos més grans són del seu primer matrimoni, els dos següents són amb Bee Gilbert, el més jove és del seu segon matrimoni. En ordre cronològic: La seva filla més gran, Jessica, és presentadora del Crufts Dog Show; Sarah-Jane Holm interpretava a Jenny Rodenhurst Simcock a A Bit of a Do. Barnaby Holm feia de nen però ara viu a Los Angeles com a propietari de club de Hollywood, Melissa Holm és una directora de càsting. Harry Holm és un cineasta notable per la seva música.
Va ser fet de l'CBE el 1990. I cavaller Bachelor el 1998 pels serveis al teatre.
Se'l va tractar de càncer de pròstata el 2001, del que semblava haver-se curat. I havia estat combatent també la malaltia de Parkinson durant molts anys. Moriria però el 19 de juny de 2020 a l'edat de 88.

## Filmografia
- The Bofors Gun (1968)
- The Fixer (1968)
- El somni d'una nit d'estiu (1968)
- Oh! What A Lovely War (1969)
- A Severed Head (1970)
- Nicolau i Alexandra (Nicholas i Alexandra) (1971)
- Mary, Queen of Scots (1971)
- El jove Winston (Young Winston) (1972)
- The Homecoming (1973)
- Napoleon and Love (TV) (1974)
- L'enigma Juggernaut (1974)
- Robin i Marian (Robin and Marian) (1976)
- Shout at the Devil (1976)
- The Man in the Iron Mask (1977)
- Marxar o morir (March or Die) (1977)
- Jesus of Nazareth (1977)
- Les Misérables (1978)
- The Lost Boys (TV) (1978)
- Holocaust (pel·lícula) (TV) (1978)
- El lladre de Bagdad (The Thief of Baghdad) (TV, 1978)
- Res de nou al front de l'oest (1979)
- Alien (1979)
- S.O.S. Titanic (1979)
- Carros de foc (Chariots of Fire) (1981)
- Els herois del temps (Time Bandits) (1981)
- The Return of the Soldier (1982)
- Inside the Third Reich (1982)
- Laughterhouse (1984)
- Greystoke, la llegenda de Tarzan (Greystoke - The Legend of Tarzan, Lord of the Apes) (1984)
- Terror in the Aisles (1984)
- Dreamchild (1985)
- Wetherby (1985)
- Brasil (1985)
- Dance with a Stranger (1985)
- Mr and Mrs Edgehill (1985)
- Game Set and Match (TV) (1988)
- Una altra dona (Another Woman) (1988)
- Henry V (1989)
- Hamlet, l'honor de la venjança (Hamlet) (1990)
- Naked Lunch (1991)
- Kafka (1991)
- Blue Ice (1992)
- The Hour of the Pig (1993)
- Frankenstein de Mary Shelley (Frankenstein) (1994)
- La follia del rei George (The Madness of King George) (1994)
- Big Night (1996)
- Llac Ness (Loch Ness) (1996)
- La nit cau sobre Manhattan (Night Falls on Manhattan) (1997)
- The Sweet Hereafter (1997)
- El cinquè element (The Fifth Element) (1997)
- A Life Less Ordinary (1997)
- Incognito (1997)
- King Lear (1998)
- Animal Farm Farm (1999)
- Shergar (1999)
- eXistenZ (1999)
- Simon Magus (1999)
- The Match (1999)
- Joe Gould's Secret (2000)
- Esther Kahn (2000)
- El príncep Joe (Beautiful Joe) (2000)
- Bless the Child (2000)
- From Hell (2001)
- The Emperor's New Clothes (2001)
- El senyor dels anells: La germandat de l'anell (The Lord of the Rings: The Fellowship of the Ring) (2001)
- El Senyor dels Anells: El Retorn del Rei (The Lord of the Rings: The Return of the King) (2003)
- El dia de demà (The Day After Tomorrow) (2004)
- Alguna cosa en comú (Garden State) (2004)
- L'aviador (The Aviator) (2004)
- Strangers with Candy (2005)
- Alta societat (Chromophobia) (2005)
- El senyor de la guerra (Lord of War) (2005)
- Renaissance (2006)
- Oh Jerusalem (O Jerusalem) (2006)
- Ratatouille (2007)

## Premis i nominacions
Premis
- 1967: Premi Tony per a la Millor Actuació d'un actor - The Homecoming
- 1969: BAFTA al millor actor secundari – The Bofors Gun
- 1981: BAFTA - Carros de foc
- 1981: Festival Internacional de Cinema de Canes millor actor secundari (Premi Especial) - Carros de foc
- 1998: Premi Laurence Olivier al millor actor – King Lear
- 2007: Premi Annie per a la millor veu en una producció de dibuixos animats - Ratatouille

Nominacions
- 1979: BAFTA al millor actor – Joves ocults
- 1981: Oscar al millor actor - Carros de Foc
- 1985: BAFTA al millor actor secundari– Greystoke, la llegenda de Tarzan
- 1989: BAFTA al millor actor – Game, Set, and Match
- 1996: BAFTA al millor actor secundari – La follia del rei George
- 1999: Premi Emmy per actor d'Iniciativa Excepcional - minisèrie o telefilm - King Lear
- 2001: Premi Emmy per actor d'Iniciativa Excepcional - minisèrie o telefilm – The Last of the Blonde Bombshells